# Eli Brasiliense
Eli Brasiliense, nome literário de Eli Ribeiro Brasiliense (Pium, 18 de abril de 1915 —  Goiânia, 5 de dezembro de 1998) foi um professor, escritor, filólogo, romancista e ensaísta brasileiro.

## Biografia
Era filho de Bernardino Ribeiro e Jesuína Silva Braga. Lecionou e foi redator-chefe da Folha de Goyaz, em Goiânia.
Ao lado de Carmo Bernardes e Bernardo Elis, formava a grande trilogia do regionalismo goiano. Foi presidente da União Brasileira de Escritores, seccional de Goiás e presidente da Academia Goiana de Letras, onde ocupou a cadeira de número 2, cujo patrono é Constâncio Gomes de Oliveira. Também integrava a Academia Tocantinense de Letras, onde  ocupou a cadeira de número 27, cujo patrono é o Frei Bertrand Oléris.
É autor dos livros Pium, Bom Jesus do Pontal, Chão Vermelho, A Cidade Sem Sol e Sem Lua, Rio Turuna, Uma Sombra no Fundo do Rio, O Irmão da Noite, O Perereca, Bilhete à Minha Filha na Noite de Natal, A Voz do Rio, e A Morte do Homem Eterno, dentre outros.